# NK Sesvete
Nogometni klub Sesvete hrvatski je nogometni klub iz zagrebačke gradske četvrti Sesvete.
U sezoni 2025./26. natječe se u 1. NL.

## Povijest kluba
Nogometni klub Sesvete osnovan je 1941. pod nazivom Radnik Sesvete, a službeno je registriran 1945. godine. U sustavu natjecanja sudjeluje godinama sa seniorskom, juniorskom, pionirskom i veteranskom ekipom s više ili manje uspjeha u ligama Zagrebačkog nogometnog saveza (ZNS-a), sve do trenutka kada se događa eksplozija u vojnom skladištu "Duboki Jarak" u travnju 1994. godine, a koje se nalazilo u neposrednoj blizini igrališta i svlačionica. Zbog te havarije, cijeli je kompleks pretvoren u zgarište. Izgorjele su svlačionice, a glavno i pomoćno igralište, kao i asfaltno igralište, izgledalo je poput minskog polja – puno eksplozivnih sredstava i naprava. U nemogućnosti daljnjeg natjecanja i provođenja sportskih aktivnosti radi novonastale situacije, te se godine klub i privremeno gasi; prestaje postojati.
Od 2005. do 2011. nakon privremene odjave kluba, grupa bivših nogometaša, nogometnih zanesenjaka i entuzijasta, pokreće i ostvaruje ponovno oživljavanje i registraciju NK Radnik Sesvete, uz svesrdnu podršku čelnih ljudi ZNS-a, kao i Vijeća gradske četvrti Sesvete.
Krajem godine, sazvana je osnivačka skupština kluba, na kojoj je donesen statut kluba i izabrana su sva tijela upravljanja.
U sezoni 2012./13. NK Radnik je po krajnjem stanju na tablici trebao ispasti iz 2. HNL, ali zbog odustanka NK Vinogradara, NK Radnik ostaje u drugoligaškom društvu.
Dana 8. srpnja 2013. skupština kluba mijenja ime iz NK Radnik Sesvete u NK Sesvete. 
Stadion je zadržao ime "Sv. Josip Radnik", a prigodom te skupštine, javnosti je predstavljen i novi klupski grb.

## Poznati igrači
- Karlo Bručić
- Toni Gorupec
- Kruno Lovrek
- Marko Tolić

## Vanjske poveznice
- Službene stranice kluba  Arhivirana inačica izvorne stranice od 29. ožujka 2015. (Wayback Machine)
- Facebook NK Sesvete
- Facebook NK Radnik Sesvete
- Profil, HNS Semafor